# Adem Ören
Adem Ören (Amasya, 8 novembre 1979) è un ex cestista turco.

## Palmarès

### Competizioni nazionali
- Campionato turco: 1

Beşiktaş: 2011-12
- Coppa di Turchia: 2

Türk Telekom: 2007-08
Beşiktaş: 2011-12

### Competizioni internazionali
- EuroChallenge: 1

Beşiktaş: 2011-12